# Vịt Ancona

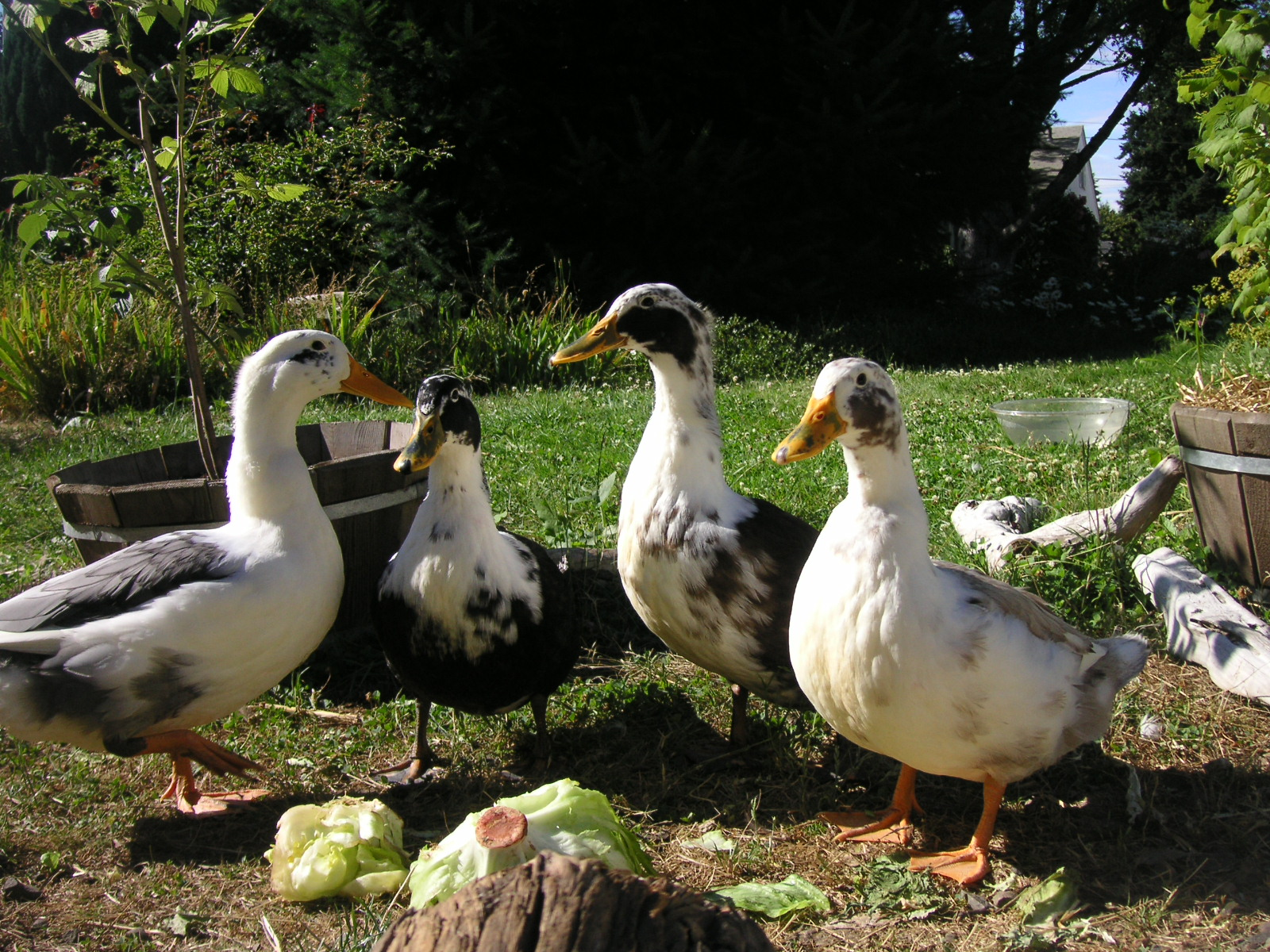
Một đàn vịt Ancona

Vịt Ancona là một giống vịt nhà được coi là hậu duệ của vịt chạy Ấn Độ và giống vịt Huttegem của Bỉ. Nó đã được nêu tên là Anconas đã được phát triển ở Anh trong đầu thế kỷ 20, nhưng đã không có sẵn tại Hoa Kỳ cho đến năm 1984. Tuy nhiên, vịt Ancona đã có mặt ở Mỹ vào năm 1911 và đã được trưng bày tại các chương trình gia cầm lớn trong nhiều năm sau ngày này. 

## Lịch sử
Con vịt Ancona nguyên thủy chỉ xuất hiện trong một loại vịt có màu đen trắng và đẻ một quả trứng trắng tuyền. Hiệp hội American Consestock Breeds Conservancy, trong cuộc điều tra số lượng năm 2000 của hiệp hội này về các loài thủy cầm được thuần hóa ở Bắc Mỹ, liệt kê tình trạng của Ancona là "quan trọng". Cũng giống như hầu hết các con vịt nhà khác, vịt Ancona là một con vịt không thường bay, vì vậy chúng không di cư. Chúng là những động vật khá điềm tĩnh và tạo ra những con thủy cầm nuôi trong ao, nuôi trong sân và đàn giống tốt. Chúng có khuynh hướng là những con vịt tự biết tìm mồi tuyệt vời, và nếu được cho phép sẽ tự bổ sung thêm chế độ ăn uống của chúng với rau xanh, sên, côn trùng và động vật chân đốt khác. Những họ hàng gần nhất của chúng là vịt Ác là (Magpie) và vịt Hookbills. Chúng thường đẻ 210-280 quả trứng mỗi năm

## Hình dáng
Về hình dáng, vịt Ancona có đầu hình bầu dục, và một cái mỏ vịt dài hơi lõm, với bộ lông dưới mắt. Chúng có khối lượng nặng khoảng 6-6,5pounds đối với những con trưởng thành. Chúng có cổ dài trung bình có hình dáng giống như chữ S nhỏ hơn ở phía trên cùng với đáy rộng hơn. Khi vịt con có màu vàng với đốm hoặc lem luốc, và khi vịt trưởng thành có màu trắng với dấu "Pinto" (không có hai con vật nào có cùng hình mẫu). Chúng có nhiều màu khác nhau bao gồm: Đen và Trắng, Xanh dương và Trắng, Sôcôla và Trắng, Bạc và Trắng, Hoa oải hương và Trắng, và màu tam thể. Hầu hết đều chúng có màu đen và trắng. Màng chân và chân của chúng có màu cam, và cũng có thể được tìm thấy.